# Santuari de Monti-Sión

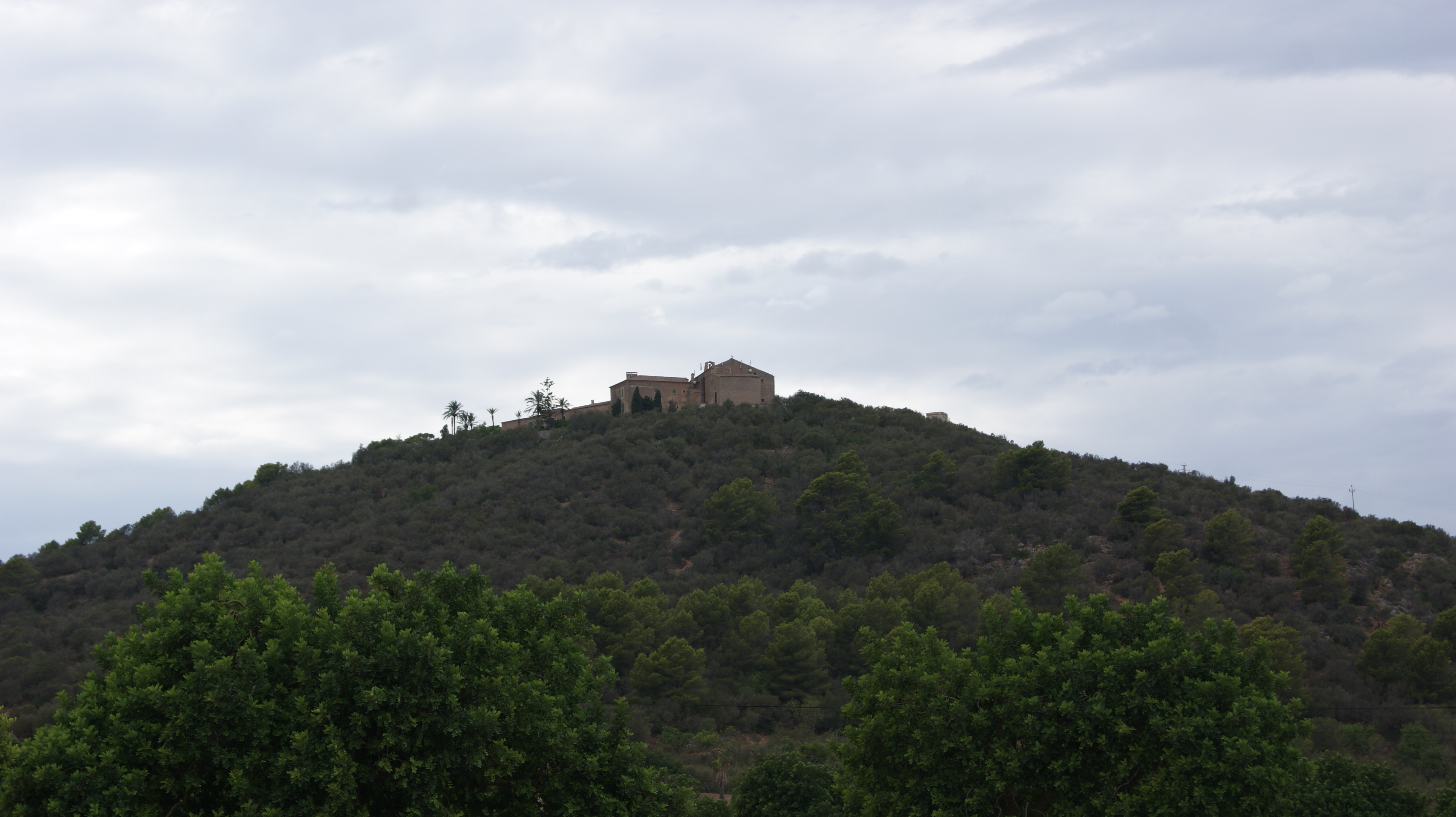
Puig de Monti-Sión mit Santuari de Monti-Sión an der Spitze

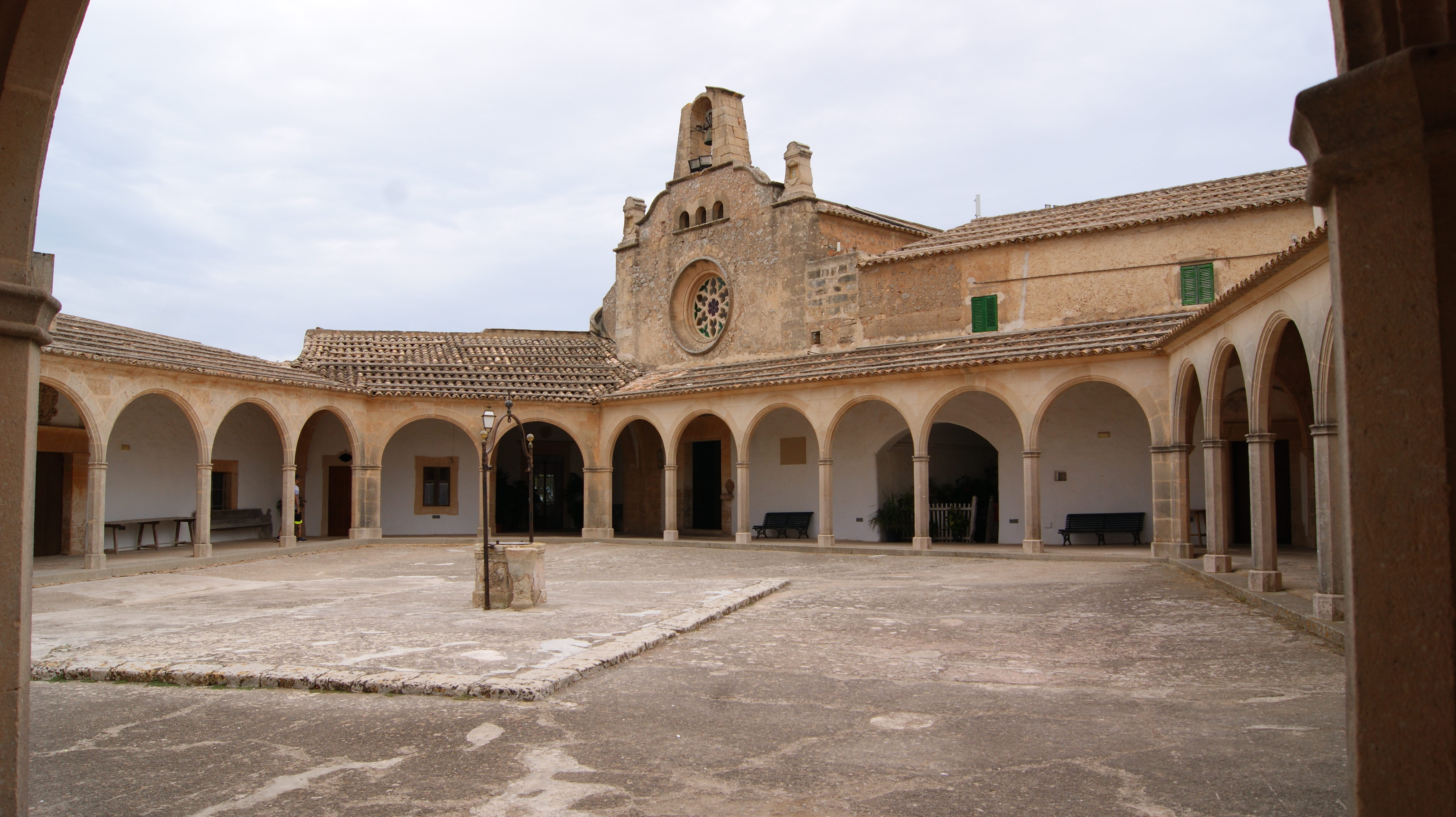
Innenhof, Kirche und Kreuzgang des Santuari de Monti-Sión

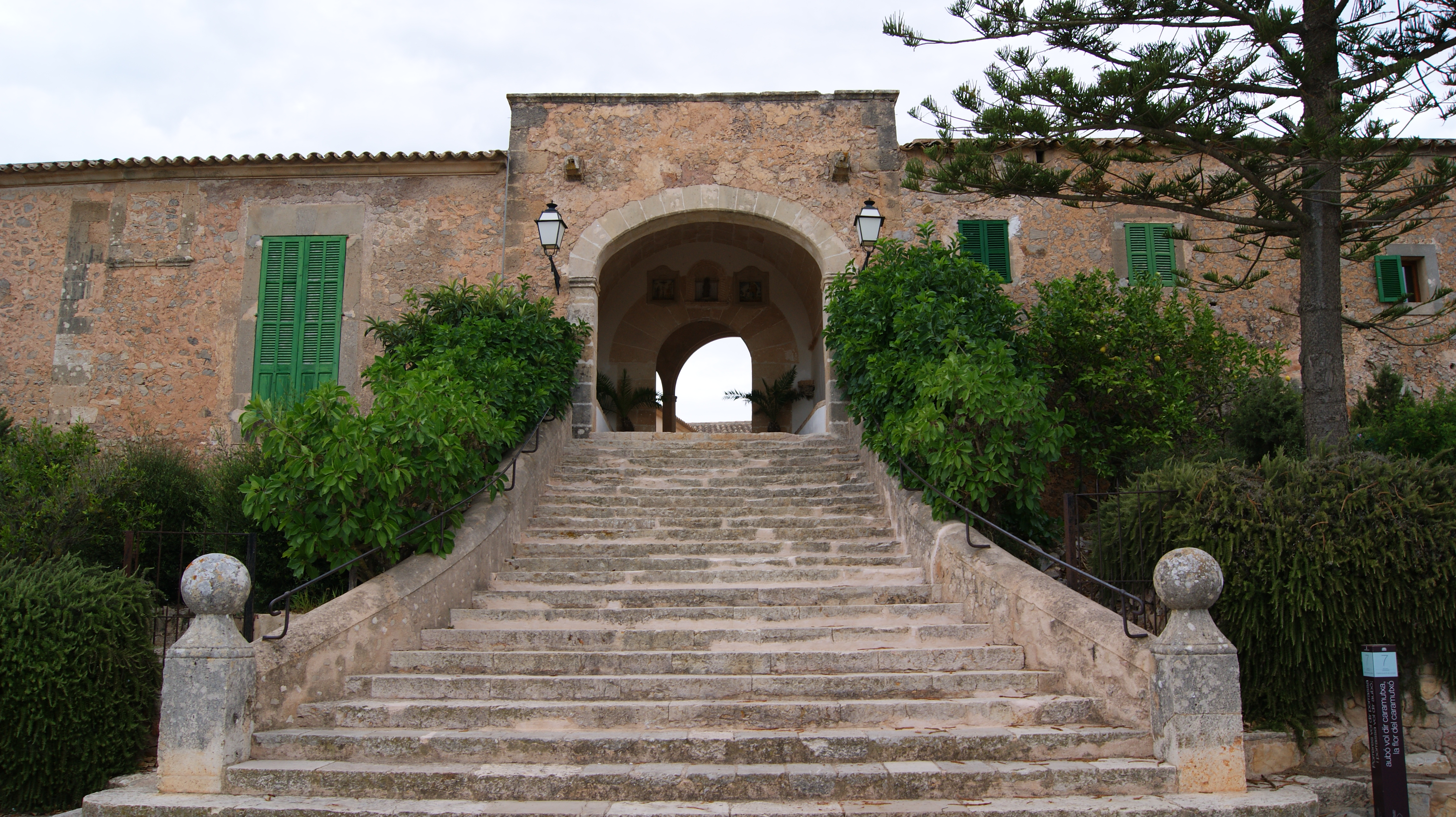
Haupteingang

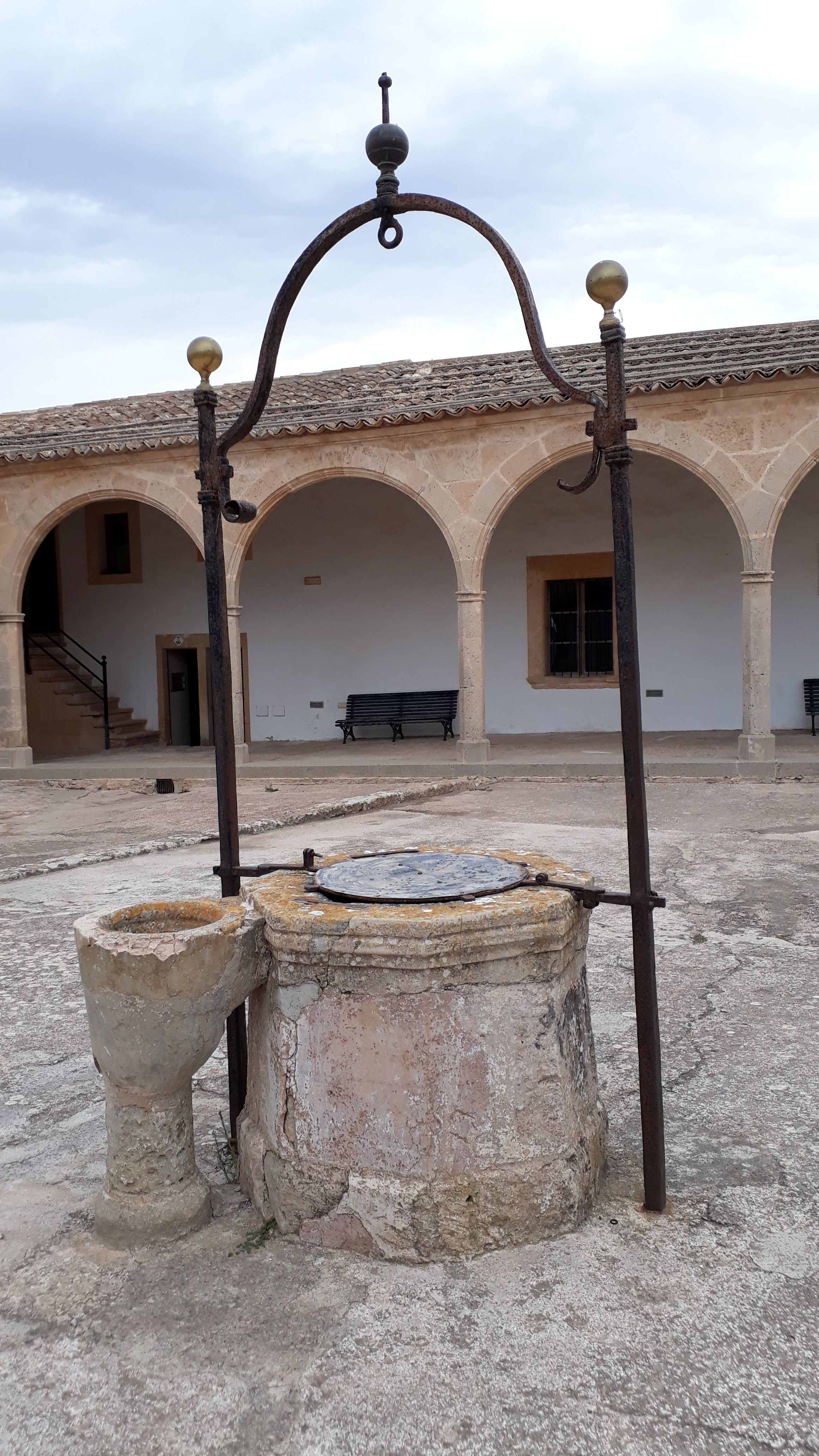
Zisterne im Hof des Santuari de Monti-Sión

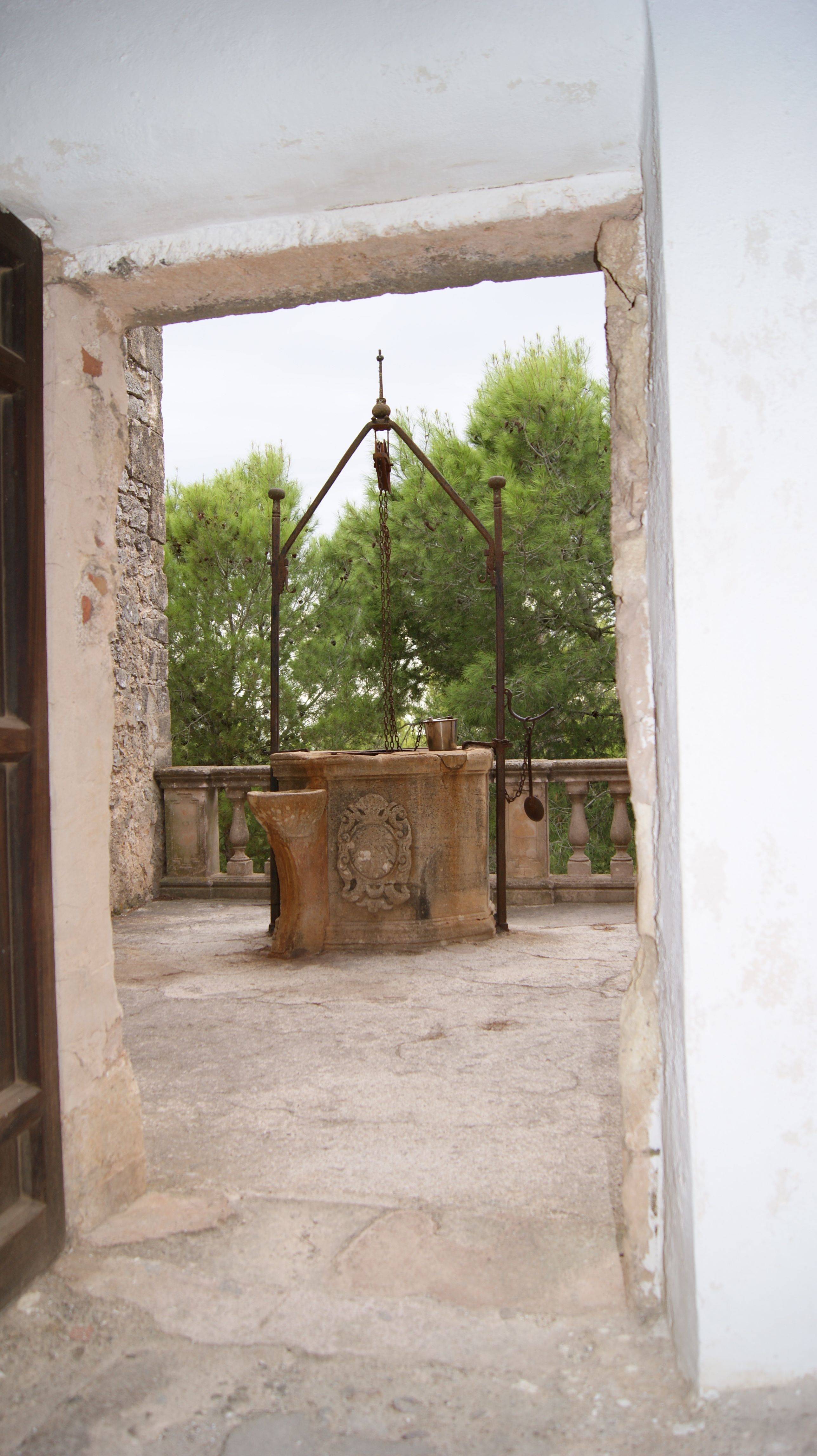
Ziehbrunnen, links vom Eingang

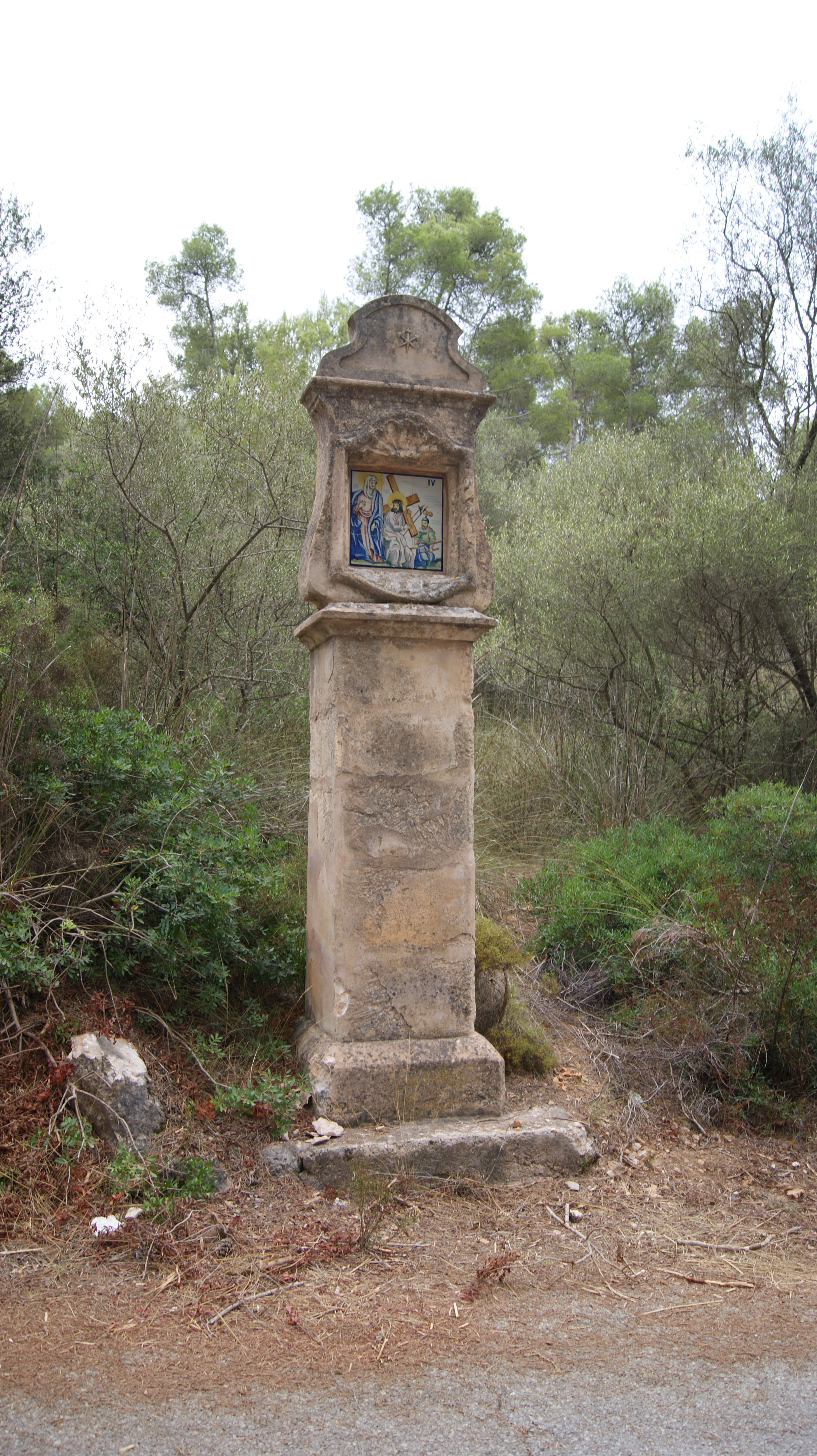
Kreuzwegstation Nr. 4

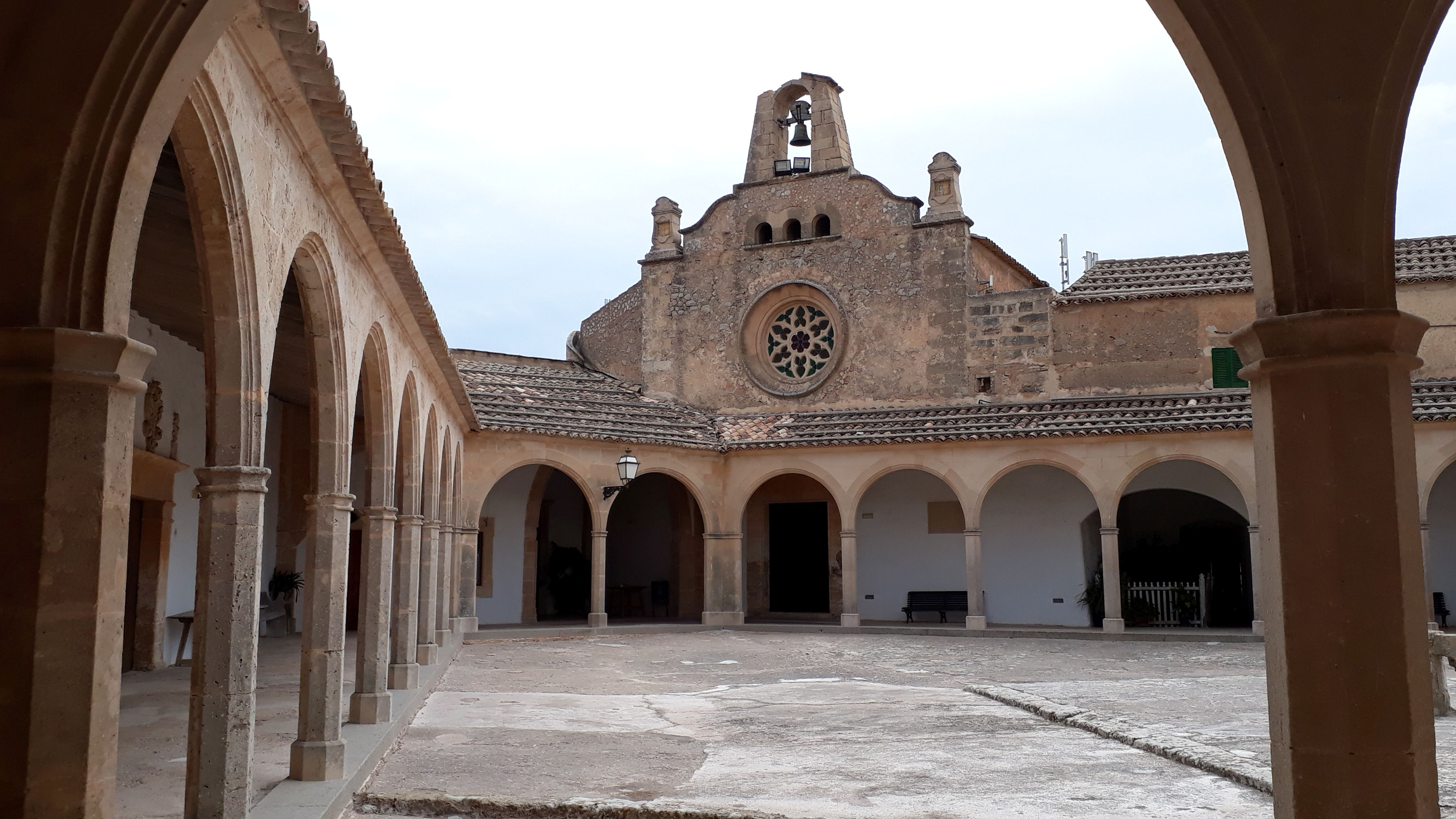
Die Anlage des Santuari de Monti-Sión mit integrierter Kirche

Das 1348 gegründete Santuari de Monti-Sión  (auch dt.: Heiligtum Montesion, span. Santuario de Monte-Sión ) liegt in etwa 248 Meter Höhe auf dem Hügel Monti-Sión (Puig de Monti-Sión) im Südosten der Mittelmeerinsel Mallorca in der Nähe der Stadt Porreres (span.: Porreras).

## Geschichte des Santuari de Monti-Sión
Die Ursprünge des Santuari de Monti-Sión mit angeschlossener Knabenschule lassen sich bis in das Jahr 1348 zurückverfolgen und gehen wiederum auf ein Oratorium mit angeschlossener Einsiedelei zurück. Das der Jungfrau Maria gewidmete Oratorium wurde 1498 durch eine Kirche ersetzt die 1711 grundlegend renoviert oder neu aufgebaut wurde.
1551 wurde hier von Jesuiten eine Schule gegründet die auch der Vorausbildung von Studenten für das Theologiestudium diente.  Die Vertreibung der Jesuiten im 17. Jahrhundert führte dazu, dass das Santuari de Monti-Sión von den Franziskanern übernommen wurde. Ein Teil der Schüler lebte aus Platzgründen zeitweise nicht in der Schule am Berg, sondern in den umliegenden Orten.
1835 wurde die Schule aufgegeben (Desamortisation). Ende des 19. Jahrhunderts wurde das Santuari de Monti-Sión restauriert und wird nun für verschiedene Veranstaltungen, wie zum Beispiel Konzerte und Theateraufführungen, genutzt. Das Presbyterium wurde 1890 auf Initiative des späteren Bischofs von Mallorca, Pedro Juan Campins Barcelo, restauriert.

## Lage
Der abgerundete Hügel Monti-Sión (248 msnm) liegt etwa 3 km außerhalb von Porreres im Südosten und ist mit Fahrzeugen auf der 1954 erbauten Straße gut zu erreichen. Der Hügel liegt ziemlich genau zwischen den beiden Klosterbergen Randa und Santuari de Sant Salvador und ist ein Ausläufer des Randa-Massivs. Es besteht ein guter Blick auf das Umland Mallorcas und auf die weite Ebene Es Plá.

## Architektur
Die Anlage des Santuari de Monti-Sión zeigt eine harmonische Architektur mit einem, für Mallorca einzigartigen – fünfeckigen Kreuzgang und einer im Hof befindlichen Zisterne. Zusätzlich steht links neben dem Eingang ein weiterer, architektonisch gut eingepasster Ziehbrunnen.

### Kreuzweg und gotische Säulen
Auf dem Weg zur Hügelspitze ist ein Kreuzweg installiert. Die Kreuzwegstationen stehen beiderseits der Straße. Dieser Kreuzweg besteht teilweise schon seit 1497.  Ebenfalls finden sich entlang des Weges gotische Säulen, mit Reliefs der Todsünden. Von mehreren Säulen sind nur einzelne erhalten geblieben.

### Knabenschule
1694 wurde ein Grammatiksaal gebaut. Über dem Eingang befindet sich das Wappen von Porreres und zwei studentische Symbole (Inschrift: Dilicit Dñs portas Sion dil. Dñs portas studiosorum).
Es gab früher zwölf Schlafräume, in denen je bis zu acht Schüler untergebracht waren. Insgesamt waren 20 Zimmer vorhanden. In den ehemaligen Schlafräumen der Schüler werden heute Übernachtungsmöglichkeiten angeboten.

### Kirche
Die gotische Kirche ist der Heiligen Mutter vom Berg Zion geweiht und verfügt über einen flachen, spitzen Glockenturm. Die Glocke stammt aus dem Jahr 1686. Über dem Eingang der Kirche ist die 14. Kreuzwegstation angebracht. Der einschiffige Innenraum verfügt über zwei Abschnitten und einen Altarraum sowie zwei Seitenkapellen. In der linksseitigen Sakristei werden verschiedene Gerätschaften, Statuen, Votivtafeln etc. aufbewahrt.
Das Bildnis der Madonna am Altar stammt aus der Pfarrkirche und wurde von Gabriel Móger im 15. Jahrhundert aus Marmor geschaffen.

### Altäre
Der heutige Altaraufsatz wurde etwa 1890 auf Initiative des späteren Bischofs von Mallorca, Pedro Juan Campins Barcelo, installiert. Der ehemalige Hauptaltar in der Kirche Santuari de Monti-Sión ist nun der Hauptaltar in der gotischen Kirche Santa Maria dels Àngelsin Pollença  und wurde in der Zeit um das Jahr 1800 als Ersatz für einen älteren Altar in Santa Maria dels Àngels aufgestellt.
Die Seitenaltäre sind dem Heiligen Franziskus, der Heiligen Barbara, Mariä Heimsuchung und dem Heiligen Thomas von Aquin geweiht.

## Fest
Am Sonntag nach Ostern, wird jedes Jahr eine Prozession zum Santuari di Monti-Sion veranstaltet, bei der einheimische Bräuche, Gesänge und Tänze gepflegt werden.